# タイセイヨウダラ
タイセイヨウダラ（大西洋鱈、学名:Gadus morhua、英: Atlantic cod）は、タラ科に属する底生の食用魚である。なお本種にはタイセイヨウマダラの和名が提唱されている。
西大西洋のハッテラス岬から、ノースカロライナ、グランドバンク、そしてグリーンランドにかけて広く分布する。また東大西洋でもバルト海、北海、アイスランド、バレンツ海を含む、ビスケー湾から北極海に掛けての海域で見られる。
成体で体長2メートル、体重96キログラムにまで達する。通常は2歳から4歳の間に性的成熟を迎えるが、北極海の北東に生息する個体では、成熟に8年かかることもあると報告されている。体色は茶色から緑色で、背側面から腹部にかけてはスポットがある。 側線は白いためはっきりと目に見え、この点で北太平洋に棲息するマダラとは区別できる。海岸線近くから大陸棚にかけて生息している。

## 分布

### 北東大西洋

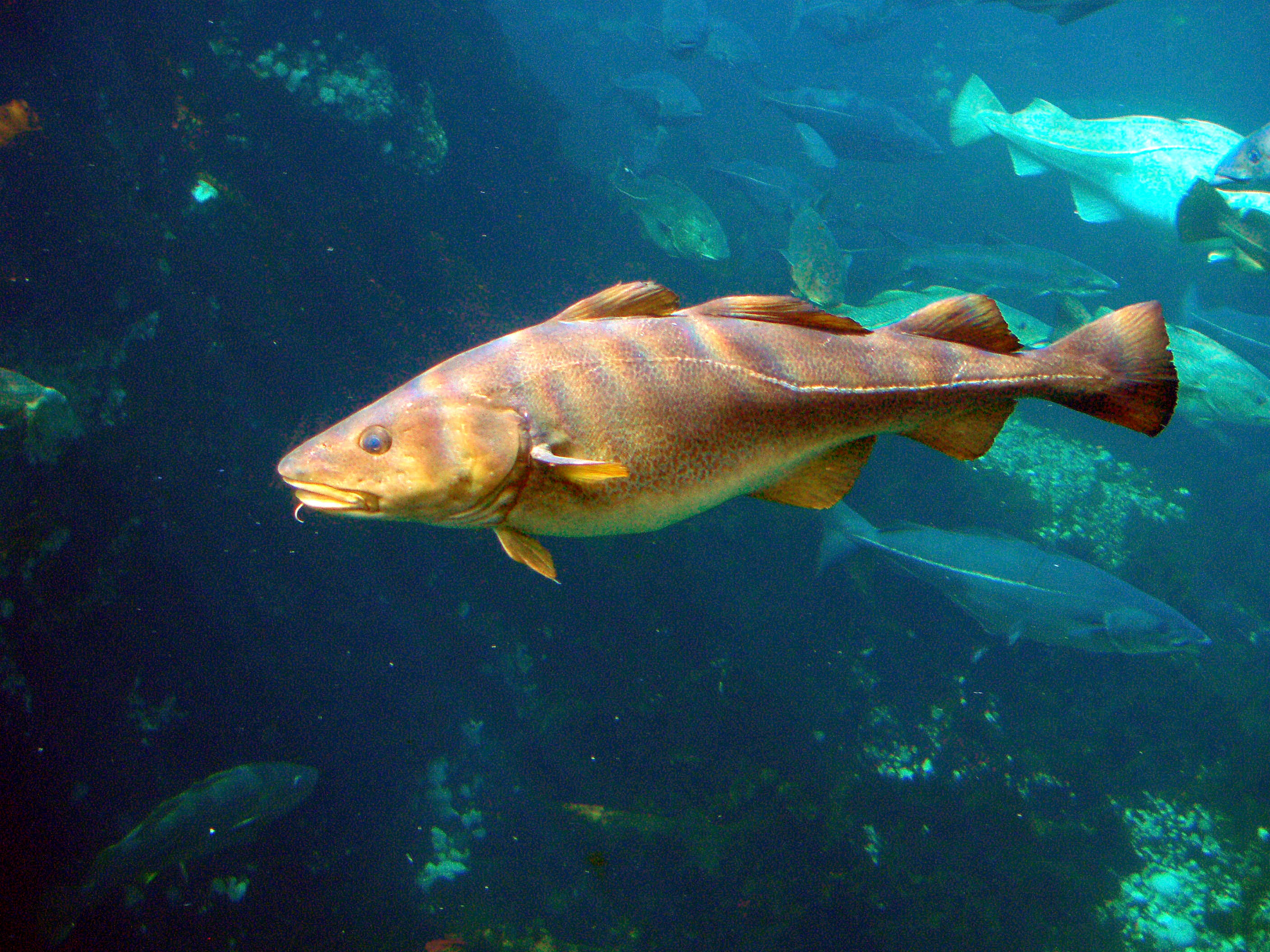
タイセイヨウダラ
（Gadus morhua）

北東大西洋に生息するものが世界最大規模の個体群であり、その中で最も多くを占めるのが北東北極海の個体群である。この個体群は主にバレンツ海に生息し、3月から4月の間にロフォーテン諸島等のノルウェーの海岸沿いで産卵をする。生まれた子は海流に乗りプランクトンを食べながら北へと移動し、産卵期以外の一生を過ごすバレンツ海に夏までに到達する。成長するとともにオキアミや甲殻類、また、カラフトシシャモやタイセイヨウニシン等の小魚を食すようになる。また、この個体群は共食いをすることでも知られている。　
北海の個体群はEUの国々やノルウェーによって漁獲され、1999年にはデンマーク(31%), スコットランド(25%), スコットランドを除いたイギリス (12%), オランダ (10%), ベルギー, ドイツ ,ノルウェー (17%)で水揚げされている。1970年代には漁獲量が20-30万トンにまで達するなど、乱獲が懸念されている。

### 北西大西洋
北西大西洋の個体群は1990年代初頭、生息地全域でのカナダやアメリカによる深刻な乱獲により漁獲量が激減した。
北アメリカ大陸のタラの漁獲の歴史は16世紀まで遡ることができ、ニューファンドランド島などカナダ東海岸の植民地の入植と発展の基盤となった。1960年代までは年間で平均30万トンほどが水揚げされていたが、技術の進歩により、ピーク時で水揚げ量年間80万トンにまで達した。しかしその後急激に減少を始め、2007年には、沿岸に生息する本種の数は、1977年の1%にまで減っている。

## 生活史

### 産卵
成魚は冬から春にかけて産卵のための群れを形成する。
雌は、卵をいくつかの固まりに分けて産み、雄は競って精子を卵にかけ受精させる。
受精卵は海流に流されながら幼魚へと発達する。

### 成魚
成熟の時期は個体群によって変わる。西大西洋に生息するもので、2歳から4歳で成熟するが、北極海の個体群では8歳まで成熟しないこともある 。
寿命は13年以上。

## 人間との関係

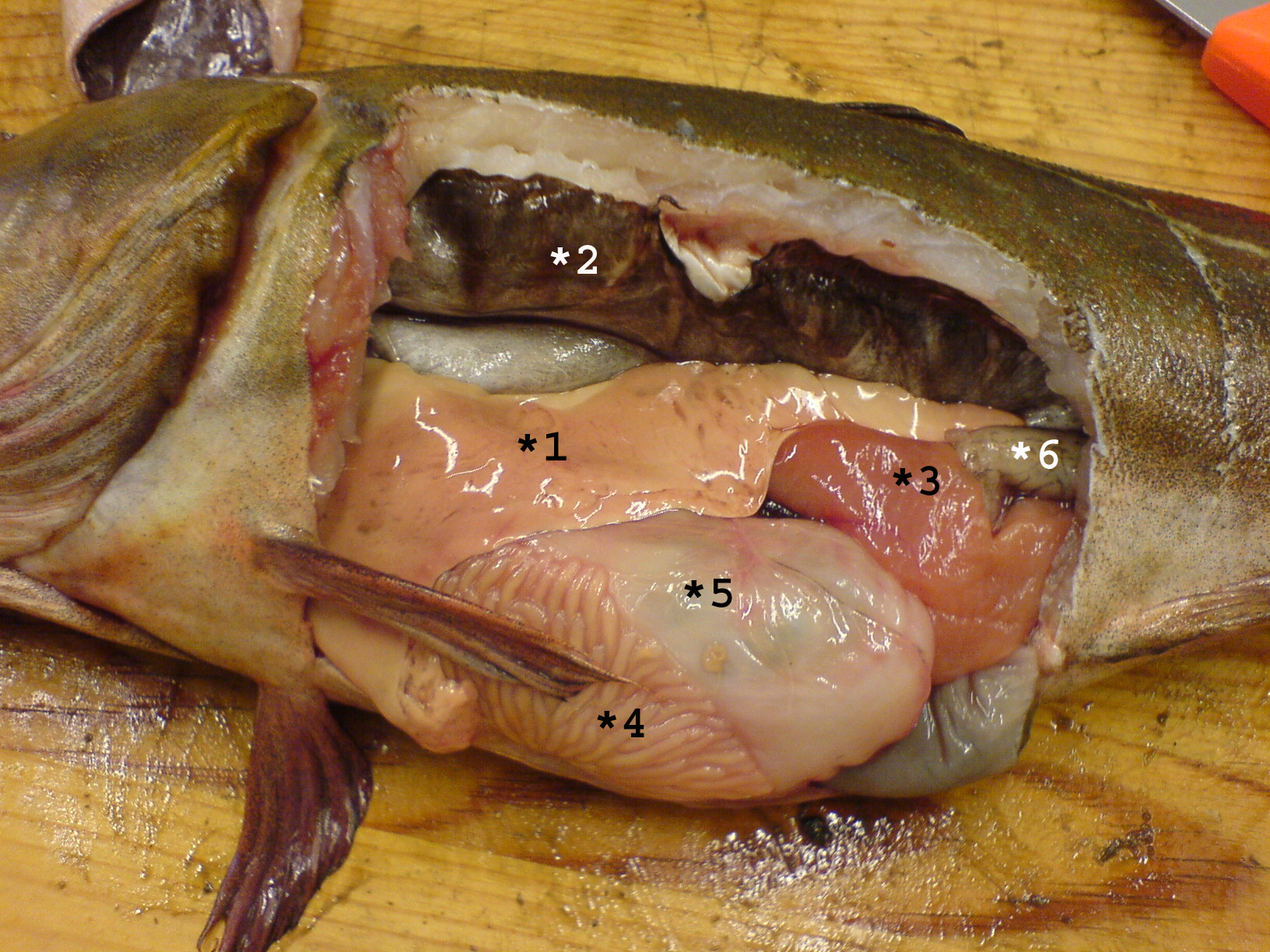
1. 肝臓, 2. 鰾, 3. 卵巣,
4. 十二指腸, 5. 胃, 6. 腸

鮮魚や、フライとして、また、干物(バカラオ)、肝臓の塩漬けや、卵巣の薫製などとして、ヨーロッパや北アメリカの広い地域で食用となるが、寄生虫の宿主となることも多い。

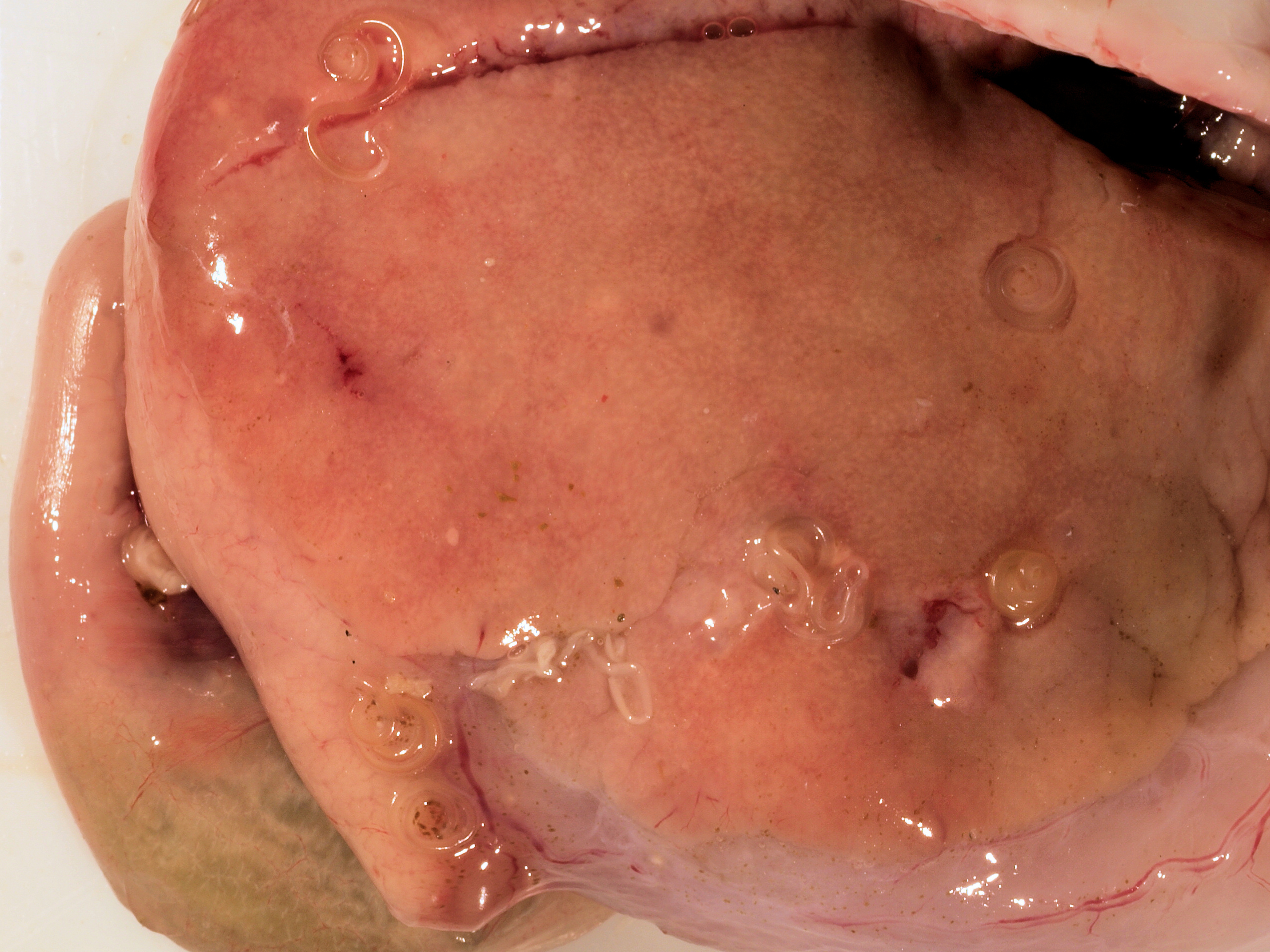
タイセイヨウダラの肝臓に
寄生するアニサキス